# Justina Machado
Justina Milagros Machado (Chicago, 6 settembre 1972) è un'attrice statunitense.

## Biografia
Di origini portoricane, con lontane origini africane, si diploma nel 1990. Continua a studiare recitazione e, nel 1993, ottiene il suo primo ruolo in qualche episodio di serie TV o telefilm ma il debutto cinematografico avviene con il film She's So Lovely - Così carina. Dal 2001 al 2005 è stata fra le protagoniste della serie Six Feet Under, ruolo che le è valso uno Screen Actors Guild Award e una candidatura al Premio ALMA (l'equivalente dell'Oscar per i latino-americani). Nel 2003 e 2004 è stata nel cast della prima stagione della serie Missing dove ha interpretato l'agente della scientifica dell'FBI Sunny Estrada, ruolo che ha lasciato dopo quella stagione. Dal 2017 al 2020 è stata la protagonista della comedy TV Giorno per giorno, a fianco di Rita Moreno. Grazie al ruolo di Penelope in questa serie, Justina Machado ha consacrato internazionalmente la sua fama.

## Filmografia

### Cinema
- She's So Lovely - Così carina (She's So Lovely), regia di Nick Cassavetes (1997)
- The Week That Girl Died, regia di Sean Travis (1997)
- Swallows, regia di Harvey Marks (1999)
- Sticks, regia di Brett Mayer (2001)
- A.I. - Intelligenza artificiale (A.I. Artificial Intelligence), regia di Steven Spielberg (2001)
- Il segno della libellula - Dragonfly (Dragonfly), regia di John Hamburg (2002)
- Full Frontal, regia di Steven Soderbergh (2002)
- Final Destination 2, regia di David R. Ellis (2003)
- Torque - Circuiti di fuoco (Torque), regia di Joseph Kahn (2004)
- Little Fugitive, regia di Joanna Lipper (2006)
- Un marito di troppo (The Accidental Husband), regia di Griffin Dunne (2008)
- Man Maid, regia di Chris Lusvardi (2008)
- Pedro, regia di Nick Oceano (2008)
- L'occhio del ciclone - In the Electric Mist (In the Electric Mist), regia di Bertrand Tavernier (2009)
- The Call, regia di Brad Anderson (2013)
- Endgame, regia di Carmen Marron (2014)
- Anarchia - La notte del giudizio (The Purge: Anarchy), regia di James DeMonaco (2014)
- All Together Now, regia di Brett Haley (2020)
- L'era glaciale - Le avventure di Buck (Ice Age: Adventures of Buck Wild), regia di John C. Donkin (2022) - voce

### Televisione
- NYPD - New York Police Department (NYPD Blue) – serie TV, episodio 3x11 (1996)
- Goode Behavior – serie TV, 6 episodi (1997)
- E.R. - Medici in prima linea (ER) – serie TV, 9 episodi (1997-2009)
- Malcolm & Eddie – serie TV, 2 episodi (1999)
- Oh Baby – serie TV, 4 episodi (1999)
- Angel – serie TV, episodio 2x01 (2000)
- Missing – serie TV, 17 episodi (2003-2004)
- Six Feet Under – serie TV, 43 episodi (2001-2005)
- Ghost Whisperer - Presenze (Ghost Whisperer) – serie TV, episodio 1x17 (2006)
- Grey's Anatomy – serie TV, episodio 3x05 (2006)
- Cold Case - Delitti irrisolti (Cold Case) – serie TV, episodio 4x23 (2007)
- Ugly Betty – serie TV, 2 episodi (2007)
- Three Rivers – serie TV, 13 episodi (2009-2010)
- Bones – serie TV, episodio 6x02 (2010)
- Body of Proof – serie TV, episodio 2x04 (2011)
- Desperate Housewives – serie TV, 2 episodi (2012)
- Switched at Birth - Al posto tuo (Switched at Birth) – serie TV, 2 episodi (2012)
- Private Practice – serie TV, 6 episodi (2012-2013)
- The Fosters – serie TV, 4 episodi (2013)
- Welcome to the Family – serie TV, 11 episodi (2013)
- Major Crimes – serie TV, episodio 3x13 (2014)
- Non si gioca con morte (Finders Keepers), regia di Alexander Yellen – film TV (2014)
- Devious Maids - Panni sporchi a Beverly Hills (Devious Maids) – serie TV, 2 episodi (2015)
- Regina del Sud (Queen of the South) – serie TV, 15 episodi (2016-2019)
- Jane the Virgin – serie TV, 16 episodi (2016-2019)
- Giorno per giorno (One Day at a Time) – serie TV, 45 episodi (2017-2020)
- Foto di famiglia – film TV, regia di Manu Boyer (2019)
- Gli orrori di Dolores Roach (The Horror of Dolores Roach) – serie TV, 8 episodi (2023)
- Pulse - serie TV, 10 episodi (2025)

## Riconoscimenti
- Premio ALMA
  - 2006 – Candidatura alla miglior attrice non protagonista in una serie TV per Six Feet Under
  - 2009 – Candidatura alla miglior guest star in una serie TV drammatica per ER – Medici in prima linea
- Screen Actors Guild Award
  - 2004 – Miglior cast per Six Feet Under
  - 2005 – Candidatura alla miglior attrice non protagonista per Six Feet Under
  - 2006 – Candidatura al miglior cast per Six Feet Under
- FilmOut San Diego
  - 2009 – Miglior attrice non protagonista per Pedro
- Broadcast Film Critics Association Awards
  - 2019 – Candidatura alla miglior attrice in una serie TV commedia per Giorno per giorno

## Doppiatrici italiane
Nelle versioni in italiano delle opere in cui ha recitato, Justina Machado è stata doppiata da:
- Laura Romano in Desperate Housewives, Jane the Virgin, All Together Now
- Francesca Guadagno in Cold Case - Delitti irrisolti, Welcome to the Family
- Laura Latini in Three Rivers, Bones
- Marzia Villani in Six Feet Under
- Laura Lenghi in Devious Maids
- Angela Brusa in Burn Notice - Duro a morire
- Irene Di Valmo in Private Practice
- Alessia Amendola in Major Crimes
- Rossella Acerbo in Regina del Sud
- Sonia Mazza in Missing
- Isabella Pasanisi in Final Destination 2
- Tiziana Avarista in Giorno per giorno
- Emilia Costa in Foto di famiglia
- Stella Musy in Pulse